# Kevin Murphy (économiste)
Pour les articles homonymes, voir Kevin Murphy.
Kevin Miles Murphy est un économiste américain né en 1958 spécialiste de l'économie du travail. Murphy est professeur et détenteur de la chaire George Stigler de l'université de Chicago.

## Biographe
Murphy soutient une thèse intitulée « Specialization and Human Capital » à l'université de Chicago en 1986.
En 1997, Murphy obtient la médaille John Bates Clark, décernée par l'American Economic Association tous les ans à un économiste de moins de 40 ans. L'AEA met en avant les travaux de Murphy sur les causes de l'augmentation des inégalités de revenu entre les ouvriers (blue-collar workers) et les employés (white-collar workers) aux États-Unis. Selon Murphy cette augmentation est liée à l'augmentation de la demande de travail qualifié. 
Parmi ses thèmes de recherche : la croissance économique, les inégalités de revenu, le chômage, l'impact de la recherche médicale ainsi que l'accoutumance rationnelle (rational addiction). Murphy a aussi réalisé une analyse en termes de coût de la guerre en Irak.
Le 20 septembre 2005, il reçoit le prix MacArthur.
En 2011, il sert de conseil au syndicat des joueurs de basket-ball de la NBA dans leurs négociations avec les propriétaires de franchises et la NBA.

## Principaux ouvrages
- Measuring the Gains from Medical Research: An Economic Approach (avec Robert H. Topel), University of Chicago Press, 2003.
- Social Economics: Market Behavior in a Social Environment (avec Gary S. Becker). Cambridge, MA : Harvard University Press (The Belknap Press), 2000.